# Phractura lindica
Phractura lindica är en fiskart som beskrevs av George Albert Boulenger 1902. Phractura lindica ingår i släktet Phractura och familjen Amphiliidae. IUCN kategoriserar arten globalt som livskraftig. Inga underarter finns listade i Catalogue of Life.